# Grotte de L'Herm
La grotte de L'Herm est une grotte ossifère constituant un gîte important pour les chiroptères située sur le territoire de la commune de L'Herm dans le massif du Plantaurel en Ariège (France).

## Localisation
La grotte de L'Herm se trouve à l'est de Foix, sur un coteau versant de la vallée de l'Alses, un affluent de l'Ariège en rive droite, au sud et en contrebas du Cap du camp des Ginestes.

## Spéléométrie
Le développement de la grotte est de 1 088 m.

## Géologie
La grotte se trouve dans une épaisse couche de calcaire marin du Crétacé.

## Historique
L'abbé ariégeois Jean-Jacques Pouech (1814-1892) déclare devant la Société géologique de France en 1862 à propos de ses premières visites de la grotte en 1847 : « Les ossements d’ours y sont littéralement entassés […] en quantité prodigieuse». En 1874, Jean-Baptiste Noulet (1802-1890), du Muséum d’histoire naturelle de Toulouse, déclare à son tour auprès de la Société anthropologique de Paris la présence de « débris d’ours extrêmement abondants, et de lions des cavernes assez communs». Des ossements humains d'une trentaine d’individus y furent trouvés, et dont l’origine fut l’objet d’âpres disputes entre préhistoriens,. 
Le volume du gisement ossifère a approvisionné de nombreux échanges avec le monde entier à l'initiative du muséum de Toulouse alors dirigé par Édouard Filhol.

## Protection des chiroptères
La grotte abrite des espèces rares et menacées de chauves-souris comme le Minioptère de Schreibers, le Grand et le Petit Murins, le Rhinolophe euryale, le Grand rhinolophe… De ce fait, elle bénéficie d'un arrêté de protection de biotope depuis le 30 octobre 1991.
Fermée au public, elle est protégée par une grille métallique. L'idée d'un petit musée au pied de la montée vers la grotte dans une grange réhabilitée fait son chemin début 2022.